# Мачок жовтий
Мачо́к жо́втий (Glaucium flavum) — одно-, дво- або багаторічна рослина родини макових. Вид занесений до Червоної книги України у статусі «Вразливий». Лікарська, декоративна та жироолійна культура. Мачок жовтий також відомий під народною назвою мак вороній.

## Опис
Трав'яниста рослина 20—50 (інколи до 100) см заввишки, гемікриптофіт. Усі частини мачка містять жовтий молочний сік.
Корінь стрижневий, сильно перекручений, завдовжки до 40 см. Стебло розгалужене, сизе, голе, зрідка вкрите негустими волосками. Листки цупкі, шкірясті, сизо-зелені. Прикореневі листки черешкові, перистонадрізані, з численними ланцетними, трикутними або яйцеподібними лопатями з заокругленими (рідше — гострими) зубцями, густо опушені короткими волосками. Нижні стеблові листки схожі на прикореневі, але дещо менші розміром, сидячі і більш глибоко розсічені. Верхні стеблові листки дрібні, стеблеосяжні, еліптичні, голі.
Бутон видовжено-яйцеподібний, голий або голчасто-шорсткий, завдовжки 2-3 см. Квітки поодинокі, великі, актиноморфні, двостатеві. Чашолистки опушені, при розкритті квітки відпадають. Листочків оцвітини 4, вони завдовжки 3—4 см, лимонно-, золотаво- або помаранчево-жовті, зрідка — кавово-червоні з жовтуватою облямівкою. Тичинки численні, жовті, зібрані в купку біля основи зеленої маточки. Зав'язь густо вкрита білими горбочками, приймочка завширшки 4 мм. Плід — двогнізда стручкоподібна коробочка, вкрита білуватими горбочками (рідше — гола), пряма або злегка зігнута, завдовжки 15-25 см. При дозріванні вона розтріскується до самої основи. Насіння дрібне, темно-сіре або темно-коричневе, з ніздрюватою поверхнею. Вага 1000 насінин становить 1,1-1,2 г.
Число хромосом 2n = 12.

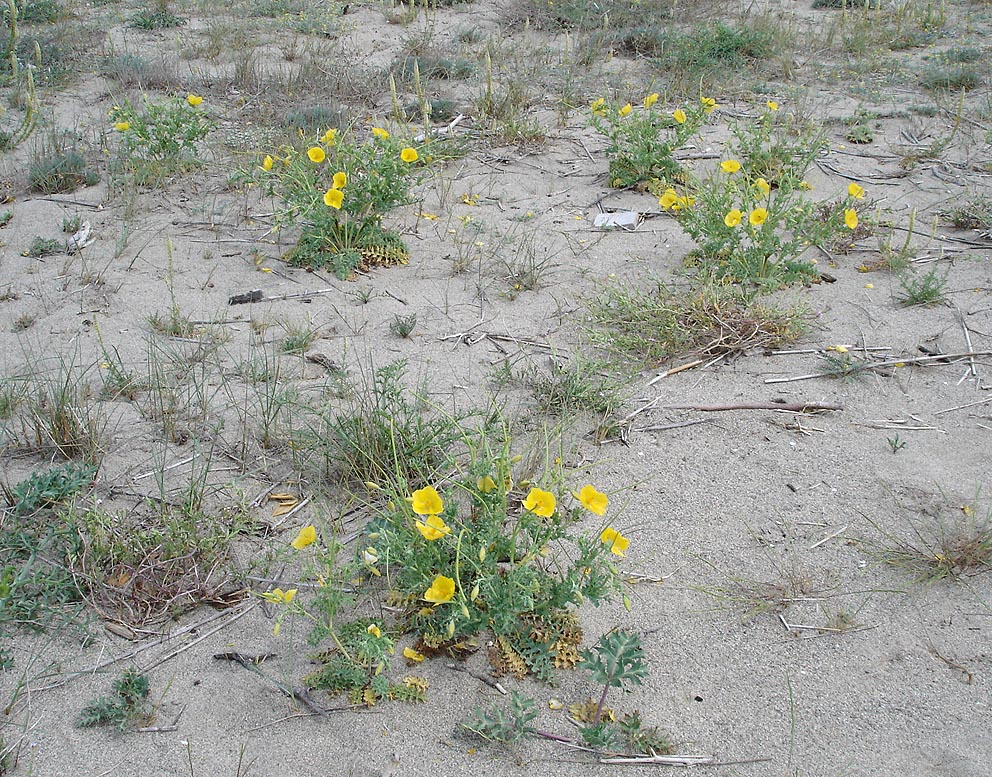
Мачки жовті у природному середовищі (Руссільйон, Франція)
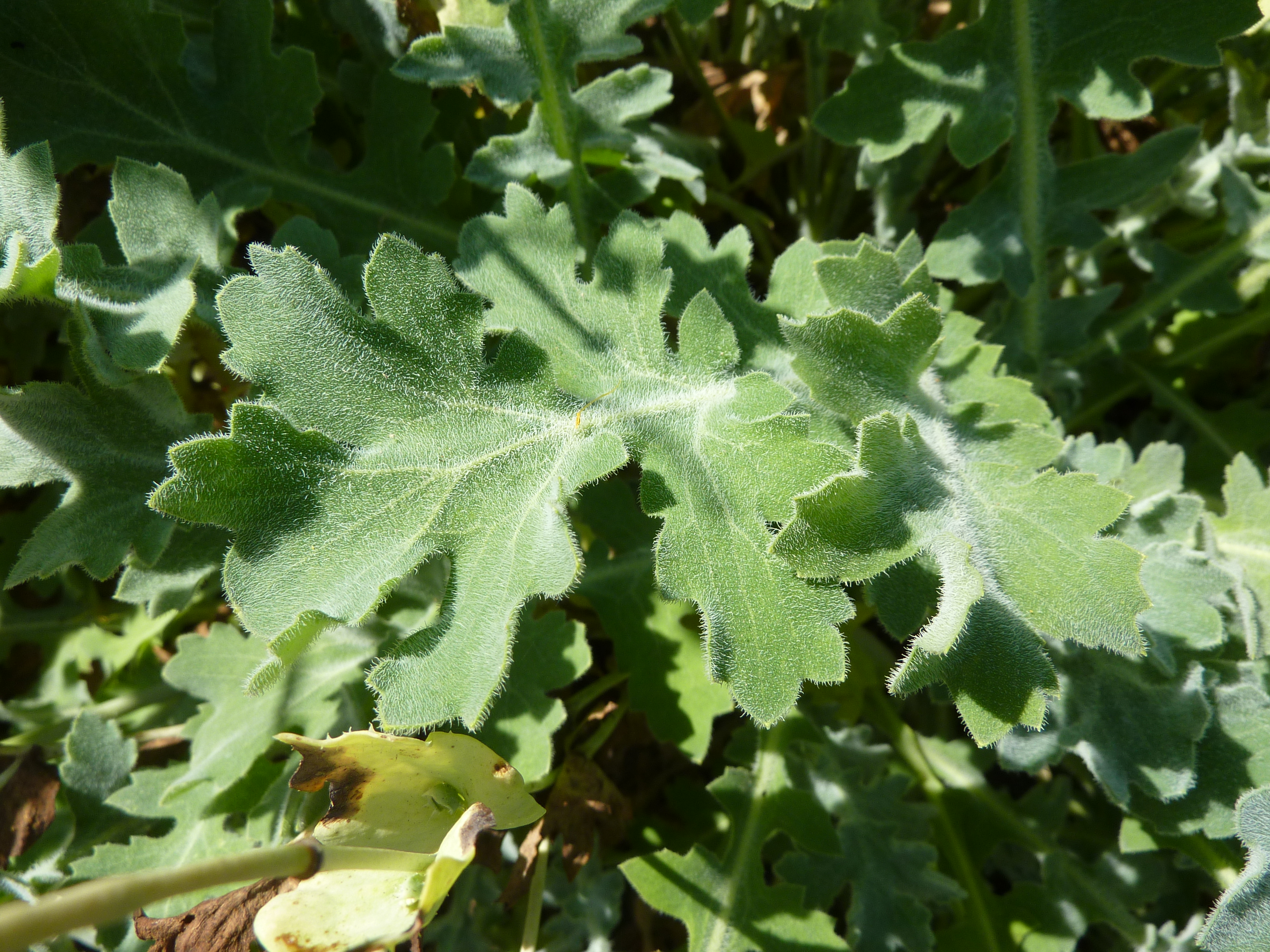
Листок
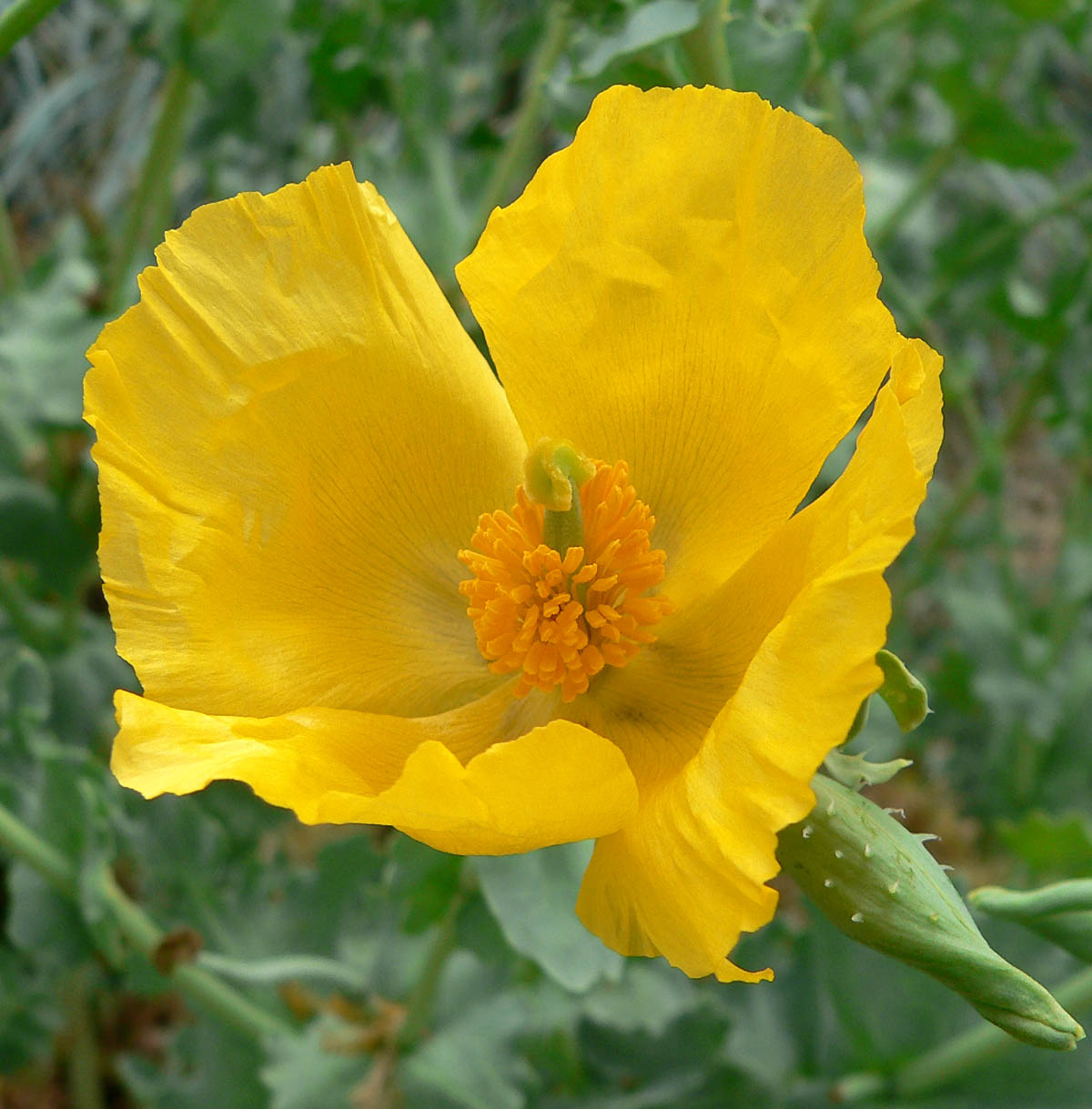
Квітка великим планом
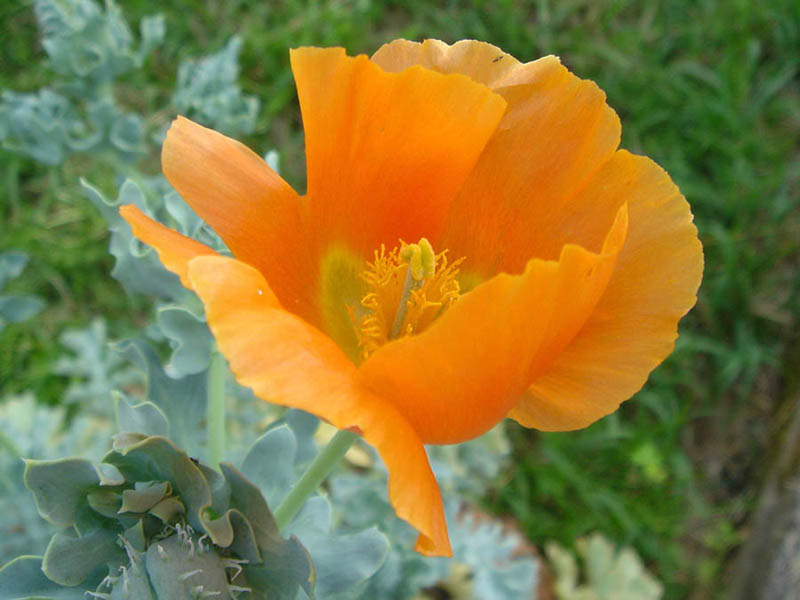
Квітка різновиду aurantiacum
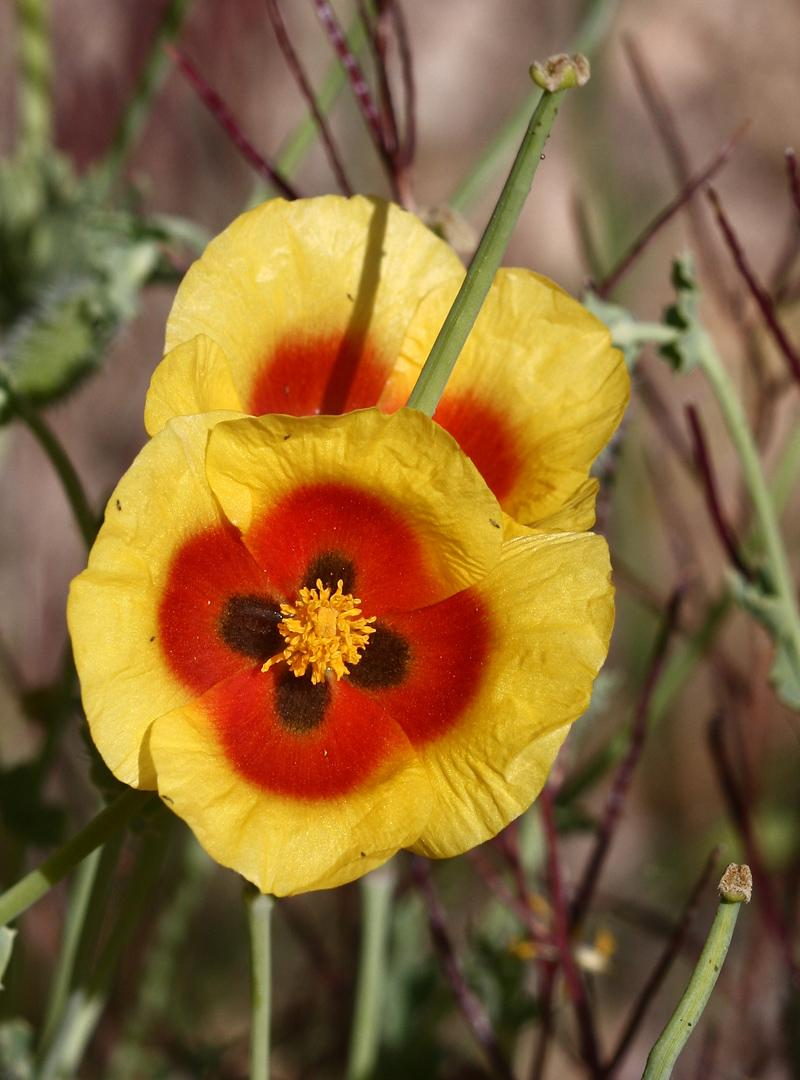
Квітка різновиду leiocarpum
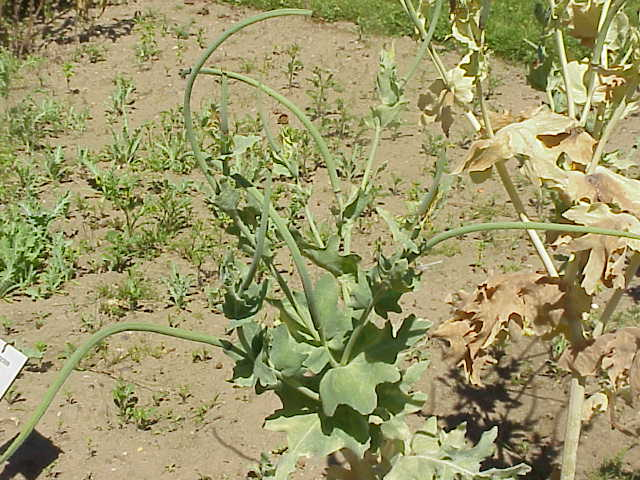
Плоди

## Хімічний склад
Трава рослини містить ізохінолінові алкалоїди апоморфінової групи: глауцин, магнофлорин, протопін, ауротензин, глауфлорин, сангвінарин, коридин, ізокоридин, хелідонін, норхеледонін, хелеритрин, хелірубін, алокриптопін, а також гіркоту глаукопікрин, слиз, смоли, рутин, фумарову (глауцинову) та діоксималеїнову кислоти, мінеральні солі. Вміст усіх алкалоїдів становить 3-4 %, вміст основної сполуки глауцину коливається залежно від якості сировини від 0,1 % до 2,3 % (у культурних рослин близько 1,7 %). Глауцин міститься тільки в надземних органах, основним алкалоїдом коренів є протопін. Окрім нього в коренях також містяться алкалоїди хелеритрин, алокриптопін, сангвінарин та інші.

## Екологія
Рослина світлолюбна, віддає перевагу проникним, слаболужним ґрунтам з високим вмістом азоту, добре переносить незначне засолення (з вмістом хлоридів до 0,3 %). Хоча мачок жовтий витримує пониження температури до −10 °C, він полюбляє добре прогріті місця. Зростає у приморських пісках, на галечниках, вапнякових скелях і кам'янисто-щебенистих схилах.
Квітне у травні-серпні. Запилюється комахами, самозапилення можливе, але вкрай рідкісне. Розмножується виключно насінням. Достигання плодів відбувається у липні-вересні. Насіння поширюється вітром і мурахами (мірмекохорія).

## Поширення
Мачок жовтий розповсюджений по морських узбережжях Атлантичної Європи, Середземного, Чорного і Азовського морів, включно з такими регіонами як Північна Африка, Мала Азія, Кавказ, Крим. Занесений до Північної Америки, де натуралізовався і перетворився на бур'ян. Здичавілі особини можна знайти в Німеччині, Австрії, але в цих країнах популяції нестійкі і з часом щезають. Промислові насадження існують в Україні, Болгарії, Казахстані та на Північному Кавказі.
В Україні ця рослина трапляється переважно в Криму. На узбережжі Азовського моря мачок жовтий став дуже рідкісним. Окремі особини зафіксовані в Буковинських Карпатах, біля Запоріжжя, але швидше за все, це випадкові знахідки.

## Статус виду
Українські популяції мачка жовтого знаходяться на північній межі ареалу, тому вразливі перед дією несприятливих природних і антропогенних факторів. Вид охороняється в Опуцькому, Карадазькому, Казантипському, Ялтинському гірсько-лісовому заповідниках, Тарханкутському національному парку. Для збільшення чисельності рекомендується ширше культивувати його в ботанічних садах.

## Застосування
Мачок жовтий використовують в офіційній і народній медицині. Лікарською сировиною слугує надземна частина рослини під час цвітіння (Herba Glaucii flavi), яку зрізують серпом або ножем, уникаючи виривання рослини з коренем, особливо на піщаних місцях. У насадженнях першого року культивування збір проводять у вересні, рослини на другому році життя збирають двічі — на початку червня і в серпні-вересні. Зібрану траву сушать, розстеливши тонким шаром, у приміщенні з доброю вентиляцією або на сонці (на ніч траву ховають у приміщення). Штучне сушіння проводять при температурі 55-70 °C. Вихід готової сировини становить 20 %. Її зберігають у сухих провітрюваних приміщеннях без доступу прямого сонячного проміння (термін придатності до 3 років), надалі використовують для виробництва препаратів «Глауцина гідрохлорід», «Бронхолітин», «Глаувент».
Глауцин виступає інгібітором і блокатором кальцієвих каналів клітинних мембран, а тому спричинює спазмолітичну і бронхолітичну, а також слабку гіпотензивну і знеболювальну дію. Його використовують як відхаркувальний і протикашльовий засіб при коклюші, крупозній пневмонії, фарингіті, абцесі легені, гострих і хронічних бронхітах. Протикашльова дія препаратів мачка жовтого сильніша, ніж у кодеїна, до того ж, на відміну від останнього, вони не призводять до звикання, не пригнічують дихання і не уповільнюють моторику кишечника. Втім слід враховувати, що при передозуванні глауцин спричинює побічні ефекти: відчуття втоми, сонливість, візуальні галюцинації, запаморочення, нудоту. Препарати мачка жовтого слід обережно застосовувати при інфаркті міокарда і зниженому тиску.
В народній медицині настій трави застосовують як сечогінне при літіазах, а також як відхаркувальний, заспокійливий і протидіабетний засіб. Зовнішньо застосовують для загоювання гнійних ран.
Декоративні якості мачка жовтого наближають його до таких рослин як мак та ешольція каліфорнійська. Посів можна робити в жовтні-листопаді або навесні. Стратифіковане насіння проростає на 1-2 тижня раніше і має вищу схожість. Розетка листя формується через 8-9 тижнів після проростання, а вегетаційний період триває загалом 210—220 днів. На присадибній ділянці рослини ростуть на звичайному, добре дренованому чорноземі. Гарними попередниками для мачка є бобові культури і ранні овочі. Доки рослини не сформують розетку листя, вони дуже чутливі до засмічення квітника бур'янами.
З насіння цього виду добувають харчову олію, яка також придатна для виготовлення мила і спалювання в лампах.

## Синоніми
| - Chelidonium fulvum Poir. - Chelidonium glaucium L. - Chelidonium glaucum Hill - Chelidonium littorale Salisb. - Glaucium corniculatum var. braunianum Kuntze - Glaucium corniculatum var. flavum (Crantz) Kuntze - Glaucium corniculatum var. fulvum (Sm.) Kuntze - Glaucium corniculatum f. grandiflorum Kuntze - Glaucium corniculatum var. mauritanicum Kuntze - Glaucium corniculatum f. sublobatum Kuntze | - Glaucium corniculatum var. tricolor (Godr.) Kuntze - Glaucium fischeri Bernh. - Glaucium flavum var. fulvum (Sm.) Fedde - Glaucium flavum f. obtusilobum Fedde - Glaucium flavum var. plenum Halácsy - Glaucium flavum var. serpieri (Heldr.) Halácsy - Glaucium flavum f. subleiocarpum Kuzmanov & Gegova - Glaucium fulvum Sm. - Glaucium glaucium (L.) H.Karst. - Glaucium glaucum Moench | - Glaucium littorale Salisb. - Glaucium luteum Crantz - Glaucium luteum Scop. - Glaucium luteum var. glabratum Willk. & Lange - Glaucium luteum var. vestitum Willk. & Lange - Glaucium maculatum Szov. - Glaucium richardsonii Bernh. ex Fedde - Glaucium serpieri Heldr. - Glaucium tricolor Godr. - Papaver cornutum Garsault |